# Kézdivásárhelyi református templom
A kézdivásárhelyi református templom műemlékké nyilvánított templom Romániában, Kovászna megyében. A romániai műemlékek jegyzékében a CV-II-m-B-13280 sorszámon szerepel.